# دیمون سنتولا
دیمون سنتولا (به انگلیسی Damon Centola) یک جامعه شناس آمریکایی و پژوهشگر مشهور اجتماعی است و بخاطر فعالیت هایش در حوزه شبکه اجتماعی شناخته شده است.